# Огирчук, Валерий Борисович
Валерий Борисович Огирчук (13 апреля 1958, Баку — 22 марта 2021, Томск) — советский футболист, защитник. Тренер, судья, инспектор.
Воспитанник бакинского футбола, РСДЮШОР «Нефтчи». В дебютном сезоне 1976 года провёл за «Нефтчи» 13 матчей и вышел вместе с командой в высшую лигу. За три следующих сезона сыграл за «Нефтчи» 7 матчей в чемпионате и пять в Кубке СССР. В 1979 году окончил Азербайджанский государственный институт физической культуры и спорта и был приглашен в команду второй лиги «Манометр» Томск, где в 1982 году провёл 23 матча.
Начинал работу судьи в  первенстве Томска и области, затем судил матчи КФК. С 1992 года работал судьёй на матчах низших лиг и боковым судьёй. Боковой арбитр на финале Кубка России 1998.
Около 30 лет работал детским тренером. Работал тренером в ДЮСШ № 17 и МАОУ СОШ № 40.
Награждён юбилейной медалью «400-летие Томска. За заслуги перед городом».
Скончался 22 марта 2021 года в возрасте 62 лет.
Старший брат[уточнить] Анатолий Степанович Огирчук (1947—2005) — футболист, тренер, судья.